# علاج الموت
علاج الموت هو كتاب خيال علمي للكاتب جيمس داشنر تم نشره في 2011،تم تحويل الرواية لفيلم صدر في 2018.